# Le Trou (film, 1957)
Pour les articles homonymes, voir Trou.
Pour plus de détails, voir Fiche technique et Distribution.
Le Trou (穴, Ana) est un film japonais de comédie réalisé par Kon Ichikawa et sorti en 1957.

## Synopsis
Après avoir écrit un article au sujet de la corruption dans la police, la journaliste Nagako Kita essuie des tirs d'armes à feu. Son employeur, mis en difficulté par cet article, la congédie. Nagako Kita simule sa disparition et l'hebdomadaire où elle travaillait publie un avis de recherche assorti d'une offre de récompense à la personne qui la retrouvera.
Afin d'escroquer une banque, trois hommes, Keikichi Shirasu, Koisuke Sengi et Sotoji Mukui, demandent à Fukiko, la plus jeune sœur de Mukui, de jouer le rôle d'une employée de la banque tout en planifiant de la faire disparaître. La véritable employée réapparaît et l'accuse de tentative d'assassinat sur sa personne.
Nagako Kita contacte Sotoji Mukui au sujet du crime, mais le découvre mort et Fukiko la menace d'une arme. Elle contacte ensuite le policier qui a été congédié à la suite de son article et qui s'est reconverti en détective privé.

## Fiche technique
- Titre français : Le Trou
- Titre original : 穴 (Ana?)
- Réalisation : Kon Ichikawa
- Scénario : Kon Ichikawa
- Photographie : Setsuo Kobayashi (ja)
- Montage : Tatsuji Nakashizu
- Musique : Yasushi Akutagawa
- Décors : Tomoo Shimogawara
- Société de production : Daiei
- Société de distribution : Daiei
- Pays d'origine :  Japon
- Langue originale : japonais
- Format : noir et blanc — 1,37:1 — 35 mm — son mono
- Genre : Comédie
- Durée : 103 minutes[1] (métrage : treize bobines - 2 804 m[1])
- Date de sortie :
  - Japon : 15 octobre 1957[1]

## Distribution
- Machiko Kyō : Nagako Kita
- Eiji Funakoshi : Koisuke Sengi
- Sō Yamamura : Keikichi Shirasu
- Kenji Sugawara : Sarumaru, le policier
- Jun Hamamura : le chauffeur de taxi
- Fujio Harumoto : Sotoji Mikui
- Sumiko Hidaka : Takeko Nakamura
- Shintarō Ishihara : l'écrivain
- Ryuichi Ishii : Shuta Torigai
- Yasuko Kawakami : Fukiko Mukui
- Tanie Kitabayashi : Suga Akabane
- Bontarō Miyake : Oya, le rédacteur en chef
- Mantarō Ushio : Sahei